# 横野純貴
横野 純貴（よこの じゅんき、1989年10月7日 - ）は、北海道札幌郡広島町（現・北広島市）出身の元プロサッカー選手。ポジションはフォワード（FW）。
妻はタレントの辻田沙織。

## 来歴

### ユース時代
小学3年生時に母親に連れられコンサドーレ札幌の試合を観戦したのをきっかけにサッカーを始める。小学6年生時にコンサドーレU-15のセレクションを受けるも落選。中学生時代は江別のユニオンジュニアユースFCでプレーした。
コンサドーレU-18のセレクションでは合格を果たし2005年より加入する。その後トップチームの練習にも参加するようになり高校3年生時にはU-18日本代表に選出された。2007年12月12日、U-18出身者としては初の大型フォワードとして2008年以降のトップチーム昇格が発表された。

### プロ入り後
プロ入り後は、同期加入で同じく高卒新人の宮澤裕樹が1年目でゴールを挙げ、その後もコンスタントに活躍する一方、自身は3年目までに出場機会には恵まれつつもノーゴールに終わった。
2010年9月19日、J2第26節鳥栖戦（札幌厚別公園競技場）で初の先発出場を果たした。
2011年、プロ4年目となるシーズンはプロ初ゴールを含めシーズンを通して公式戦5ゴールを挙げる飛躍の年となった。中でも、プロ初ゴールを挙げた6月19日のJ2第17節岐阜戦では、試合後のヒーローインタビューを受け積年の想いを堪え切れずに涙した。同年J2第20節7月9日の愛媛戦では、同期の宮澤裕樹との連携から決勝点となる自身のホーム初ゴールを含む2ゴールを挙げ、試合後のヒーローインタビューでは「札幌のエースストライカーになろうと思います」と宣言しサポーターを沸かせた。
2012年は、前年の活躍もあり期待されたものの前田俊介、大島秀夫らの加入もあってポジション争いが激化し出場機会には恵まれず。シーズン途中にツエーゲン金沢へ期限付き移籍を経験した。同年オフにはクラブにサッカー留学を直訴した荒野拓馬と共にブラジルへ短期留学を経験した。
2013年はコンサドーレ札幌に復帰。前年まで中山雅史が背負っていた背番号9を背負うことが決まった。1月30日、自身のブログでタレントの辻田沙織との入籍を発表した。8月21日午前に長女が誕生。同日夜に開催されたJ2第30節愛媛戦では、自身が登録メンバーを外れ不在の中、前田俊介がゴールを挙げた直後のゴールパフォーマンスで、控え選手も交えた多くの選手がゆりかごダンスを披露し祝福した。その後9月7日の天皇杯2回戦北海道教育大学岩見沢校戦では自身がゴールを挙げた直後に1人でゆりかごダンスを披露した。2014年11月27日に契約満了が発表された。
2014年、自ら志願してタイ・ディヴィジョン1リーグ（タイ2部）のコーンケンFCへ期限付き移籍。
同年に札幌との契約が満了すると、以降は福島ユナイテッドFC、バンコクFC、ラインメール青森FC、奈良クラブと1年ごとの在籍が続いた。
2019年、FC大阪に完全移籍すると、2021年までプレーを続けた。
2022年、北海道サッカーリーグの北海道十勝スカイアースに移籍。2023年11月11日、クラブから現役を引退することが発表された。

### 現役引退後
古巣札幌の運営会社である株式会社コンサドーレに入社。

## 所属クラブ
- 西の里FCガンバ（千歳地区トレセン：FC千歳・ジェット・キッズ）
- ユニオンジュニアユースFC
- コンサドーレ札幌ユースU-18 (北海道北広島西高)
- 2008年 - 2014年  コンサドーレ札幌
  - 2012年7月 - 同年12月  ツエーゲン金沢 (期限付き移籍)
  - 2014年  コーンケンFC (期限付き移籍)
- 2015年  福島ユナイテッドFC
- 2016年  バンコクFC
- 2017年  ラインメール青森FC
- 2018年  奈良クラブ
- 2019年 - 2021年  FC大阪
- 2022年 - 2023年  北海道十勝スカイアース

## 個人成績
| 国内大会個人成績 | 国内大会個人成績 | 国内大会個人成績 | 国内大会個人成績 | 国内大会個人成績 | 国内大会個人成績 | 国内大会個人成績 | 国内大会個人成績 | 国内大会個人成績 | 国内大会個人成績 | 国内大会個人成績 | 国内大会個人成績 |
| 年度             | クラブ           | 背番号           | リーグ           | リーグ戦         | リーグ戦         | リーグ杯         | リーグ杯         | オープン杯       | オープン杯       | 期間通算         | 期間通算         |
| 年度             | クラブ           | 背番号           | リーグ           | 出場             | 得点             | 出場             | 得点             | 出場             | 得点             | 出場             | 得点             |
| 日本             | 日本             | 日本             | 日本             | リーグ戦         | リーグ戦         | リーグ杯         | リーグ杯         | 天皇杯           | 天皇杯           | 期間通算         | 期間通算         |
| ---------------- | ---------------- | ---------------- | ---------------- | ---------------- | ---------------- | ---------------- | ---------------- | ---------------- | ---------------- | ---------------- | ---------------- |
| 2008             | 札幌             | 27               | J1               | 1                | 0                | 0                | 0                | 0                | 0                | 1                | 0                |
| 2009             | 札幌             | 24               | J2               | 5                | 0                | -                | -                | 0                | 0                | 5                | 0                |
| 2010             | 札幌             | 24               | J2               | 10               | 0                | -                | -                | 2                | 0                | 12               | 0                |
| 2011             | 札幌             | 24               | J2               | 14               | 4                | -                | -                | 1                | 1                | 15               | 5                |
| 2012             | 札幌             | 24               | J1               | 1                | 0                | 0                | 0                | -                | -                | 1                | 0                |
| 2012             | 金沢             | 27               | JFL              | 9                | 2                | -                | -                | 0                | 0                | 9                | 2                |
| 2013             | 札幌             | 9                | J2               | 8                | 3                | -                | -                | 2                | 1                | 10               | 4                |
| タイ             | タイ             | タイ             | タイ             | リーグ戦         | リーグ戦         | リーグ杯         | リーグ杯         | FA杯             | FA杯             | 期間通算         | 期間通算         |
| 2014             | コーンケン       | 10               | Div1             |                  |                  |                  |                  |                  |                  |                  |                  |
| 日本             | 日本             | 日本             | 日本             | リーグ戦         | リーグ戦         | リーグ杯         | リーグ杯         | 天皇杯           | 天皇杯           | 期間通算         | 期間通算         |
| 2015             | 福島             | 9                | J3               | 26               | 1                | -                | -                | 1                | 0                | 27               | 1                |
| タイ             | タイ             | タイ             | タイ             | リーグ戦         | リーグ戦         | リーグ杯         | リーグ杯         | FA杯             | FA杯             | 期間通算         | 期間通算         |
| 2016             | バンコク         |                  | Div1             |                  |                  |                  |                  |                  |                  |                  |                  |
| 日本             | 日本             | 日本             | 日本             | リーグ戦         | リーグ戦         | リーグ杯         | リーグ杯         | 天皇杯           | 天皇杯           | 期間通算         | 期間通算         |
| 2017             | 青森             | 25               | JFL              | 29               | 10               | -                | -                | -                | -                | 29               | 10               |
| 2018             | 奈良             | 18               | JFL              | 24               | 7                | -                | -                | 0                | 0                | 24               | 7                |
| 2019             | FC大阪           | 18               | JFL              | 28               | 4                | -                | -                | 2                | 0                | 30               | 4                |
| 2020             | FC大阪           | 9                | JFL              | 14               | 1                | -                | -                | -                | -                | 14               | 1                |
| 2021             | FC大阪           | 9                | JFL              | 6                | 0                | -                | -                | 1                | 0                | 7                | 0                |
| 2022             | 十勝             | 39               | 北海道           | 10               | 9                | -                | -                | -                | -                | 10               | 9                |
| 2023             | 十勝             | 39               | 北海道           | 3                | 3                | -                | -                | -                | -                | 3                | 3                |
| 通算             | 日本             | 日本             | J1               | 2                | 0                | 0                | 0                | 0                | 0                | 2                | 0                |
| 通算             | 日本             | 日本             | J2               | 37               | 7                | -                | -                | 5                | 2                | 42               | 9                |
| 通算             | 日本             | 日本             | J3               | 26               | 1                | -                | -                | 1                | 0                | 27               | 1                |
| 通算             | 日本             | 日本             | JFL              | 110              | 24               | -                | -                | 3                | 0                | 113              | 24               |
| 通算             | 日本             | 日本             | 北海道           | 13               | 12               | -                | -                | -                | -                | 13               | 12               |
| 通算             | タイ             | タイ             | Div1             |                  |                  |                  |                  |                  |                  |                  |                  |
| 総通算           | 総通算           | 総通算           | 総通算           | 188              | 44               | 0                | 0                | 9                | 2                | 197              | 46               |

- Jリーグ初出場　2008年9月28日 J1第27節 対FC東京 (厚別公園競技場)
- Jリーグ初得点　2011年6月19日 J2第17節 対FC岐阜 (長良川)

## 代表歴
- 2007年：U-18日本代表